# Give Me Your Love (canção de Sigala)
Give Me Your Love (em português Me dê seu amor) é o quarto single produzido pela DJ e produtor musical britânico Sigala. Possui vocais do músico pop John Newman e trabalho de produção parcial do guitarrista Nile Rodgers e foi lançado em 29 de abril de 2016, através da gravadora Ministry of Sound.

## Faixas
| Descarga digital |                                                                           |         |  |
| N.º              | Título                                                                    | Duração |  |
| 1.               | "Give Me Your Love" ((featuring John Newman & Nile Rodgers) (radio edit)) | 3:29    |  |

## Desempenho nas paradas
| Parada (2016)                                  | Melhor posição |
| ---------------------------------------------- | -------------- |
| Austrália (ARIA)                               | 83             |
| O campo songid é OBRIGATÓRIO PARA PARADA ALEMÃ | 55             |
| Irlanda (IRMA)                                 | 46             |
| Escócia (Scottish Singles Chart)               | 1              |
| Eslováquia (Rádio Top 100)                     | 91             |
| Reino Unido (UK Dance Chart)                   | 4              |
| Reino Unido (OCC UK Indie)                     | 1              |
| Reino Unido (UK Singles Chart)                 | 9              |

## Histórico de lançamento
| Região      | Data                | Formato          | Gravadora         |
| ----------- | ------------------- | ---------------- | ----------------- |
| Reino Unido | 29 de abril de 2016 | Descarga digital | Ministry of Sound |